# 弗里茨·霍恩
弗里茨·霍恩（德語：Fritz Horn，1909年—？），德国男子曲棍球运动员，所属俱乐部是HC海德堡。他曾代表德国参加1928年夏季奥林匹克运动会曲棍球比赛，获得一枚铜牌。